# Ekomfallen
Ekomfallen (franska: Chutes d’Ekom) är ett vattenfall i Kamerun.   Det ligger i regionen Kustregionen, i den västra delen av landet, 210 km nordväst om huvudstaden Yaoundé. Chutes d'Ekom ligger 499 meter över havet.
Terrängen runt Chutes d'Ekom är huvudsakligen kuperad. Chutes d'Ekom ligger nere i en dal. Trakten runt Chutes d'Ekom är ganska tätbefolkad, med 230 invånare per kvadratkilometer. Närmaste större samhälle är Nkongsamba, 15,5 km sydväst om Chutes d'Ekom. I omgivningarna runt Chutes d'Ekom växer i huvudsak städsegrön lövskog.

## Ekomfallen i filmer
- Greystoke: Legenden om Tarzan, apornas konung (1984)

## Galleri

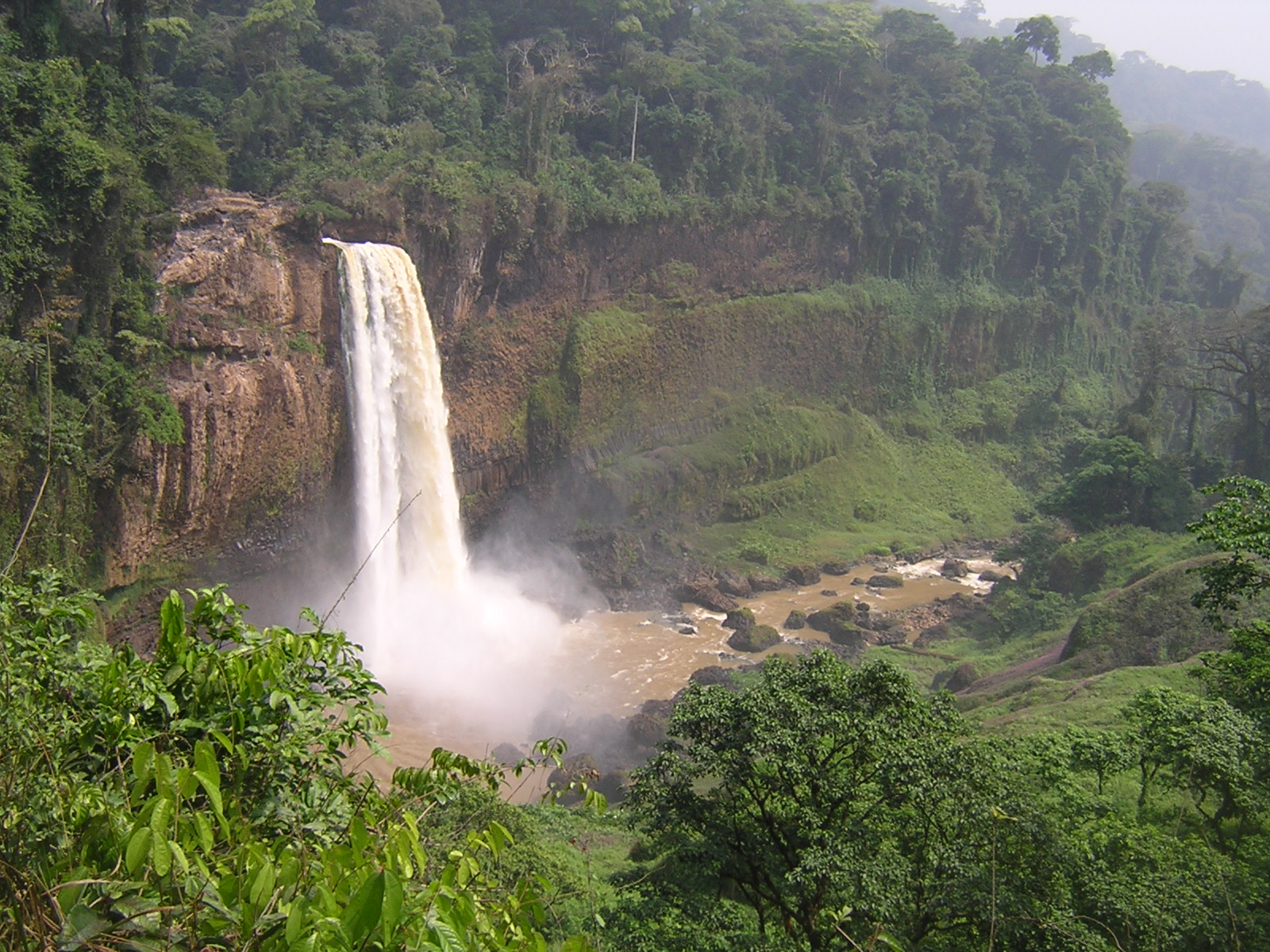
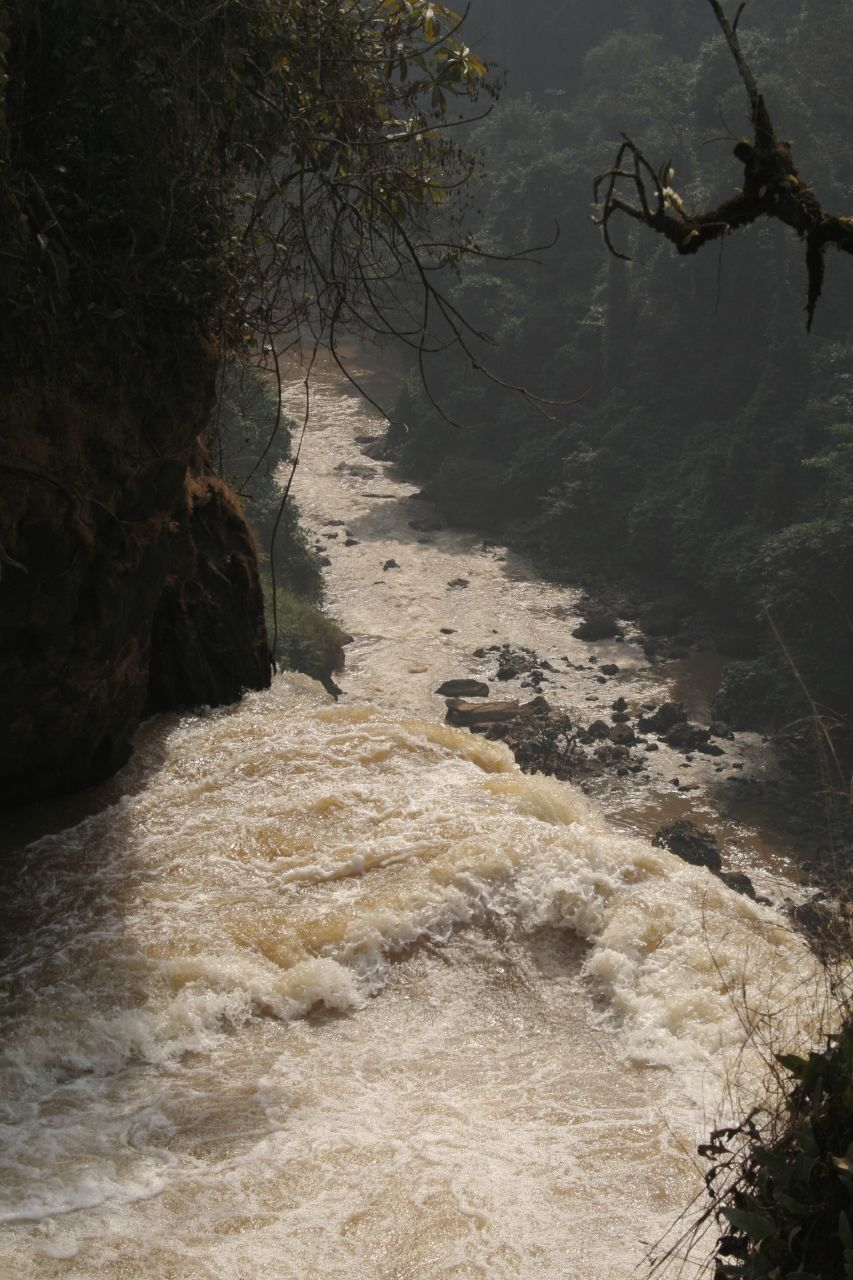
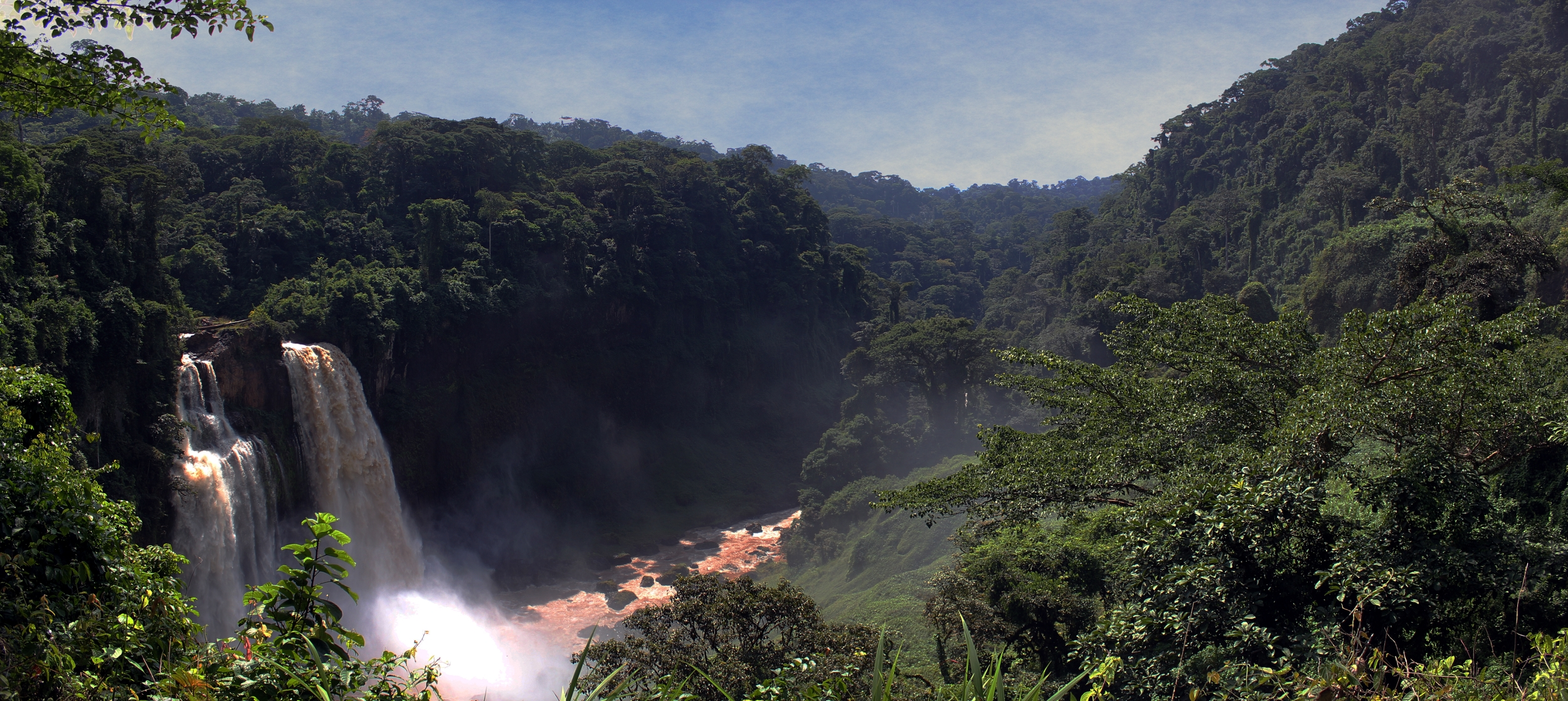
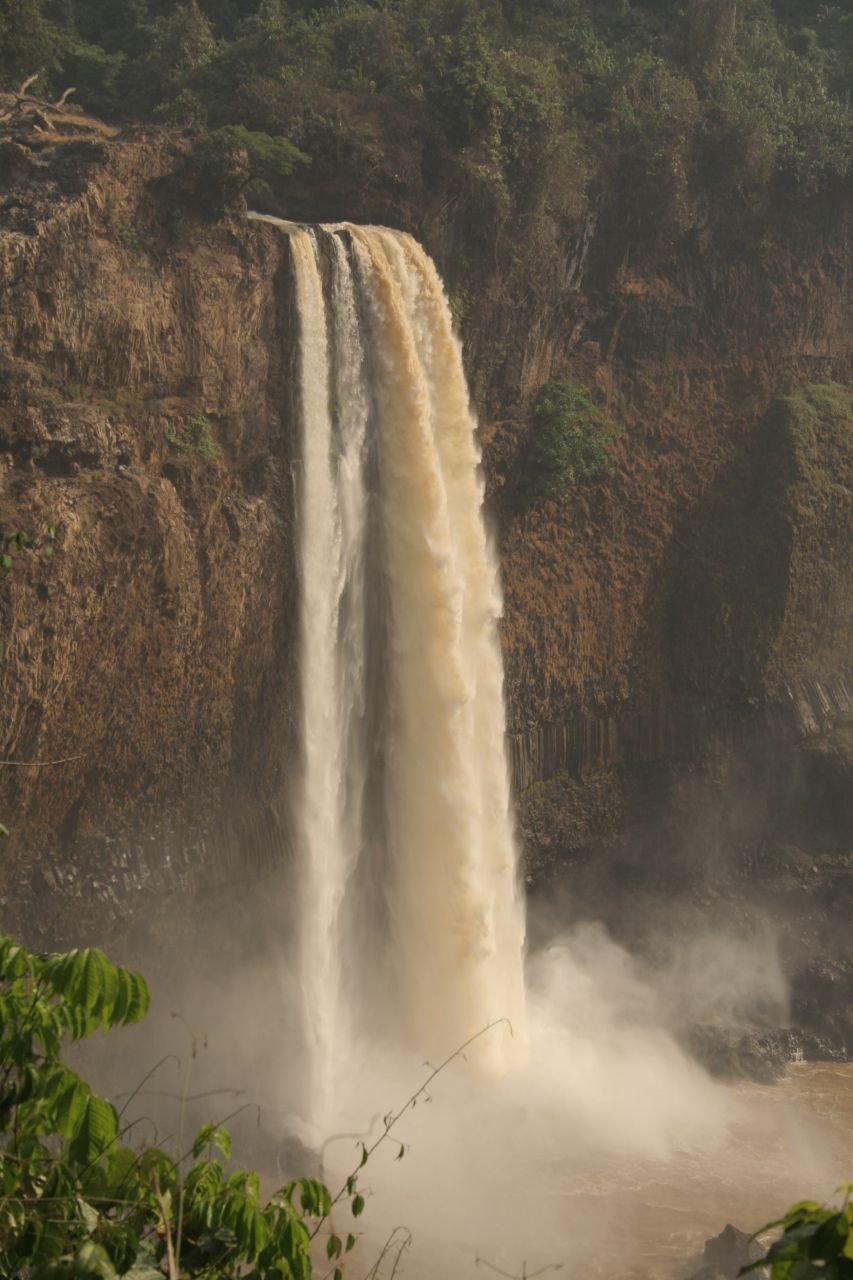